# Oil Insurance (azienda)
La Oil Insurance Ltd. è una società mutualistica di assicurazioni fondata nel 1972 dai maggiori gruppi petroliferi mondiali.

## Storia
Fu fondata nelle Bermuda nel 1972 con sede a Hamilton. Il gruppo Eni entrò nel 1973 su indicazione dell'amministratore delegato di Agip e Padana assicurazioni Roberto Pontremoli, che rappresentò la società nel consiglio di amministrazione della Oil Insurance Ltd. sino al 1977.  

## Gruppi fondatori
Le aziende fondatrici furono:
- Amerada Hess Corporation
- Ashland Oil & Refining
- Atlantic Richfield Company
- Champlin Petroleum Company
- Cities Service Company
- Forest Oil Company
- Gulf Oil Corporation
- Marathon Oil Company
- Murphy Oil Corporation
- Petrofina
- Phillips Petroleum Company
- Signal Oil and Gas Company
- Standard Oil of California
- Standard Oil of Ohio
- Tenneco Inc.
- Union Oil Company of California